# 恵比寿 (渋谷区)
恵比寿（えびす）は、東京都渋谷区の地名である。現行行政地名は恵比寿一丁目から恵比寿四丁目。住居表示実施済区域。

## 概要
住所が「恵比寿」である町域はJR恵比寿駅東部周辺の区域に限られるが、一般には恵比寿駅西部周辺の「恵比寿西」町域、「恵比寿南」町域、さらには目黒区三田の一部まで含めた地域が「恵比寿」として呼び示される。
恵比寿の地名は「ヱビスビール」に由来する。サッポロビールの本拠地として、ビール広場・ビール坂・ビール橋などの名称が残っている。なお、商標のヱビスは「YEBISU」と表記されるが、町名や駅名のローマ字表記は「Ebisu」である。
1994年（平成6年）、ビール工場跡地の再開発事業として「恵比寿ガーデンプレイス」が開業、街は大きな変貌を遂げた。現在メディアでは、お洒落な街、住みたい街としても取り上げられることがある。

## 地理

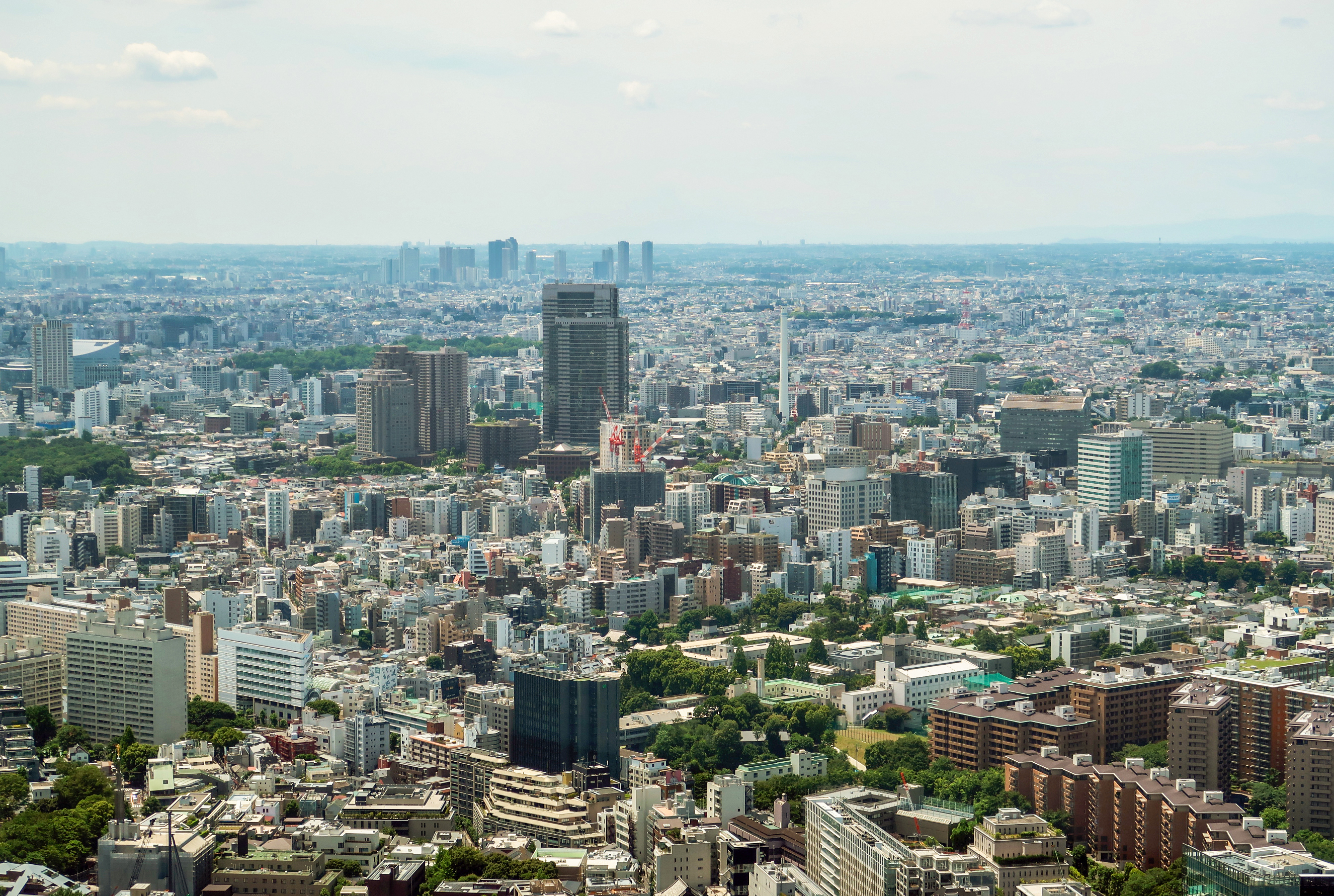
2018年の恵比寿の空撮

渋谷区・渋谷地域の最東・最南部に位置し、渋谷区 (広尾)・港区（白金・白金台・南麻布）・品川区（上大崎）・目黒区（三田）との区境に当たる。
河川・橋
- 渋谷川
  - 恵比寿橋
  - 新橋
  - 新豊沢橋
  - 天現寺橋
- JR線路上
  - 恵比寿南橋（通称：アメリカ橋）

### 地価
住宅地の地価は、2025年（令和7年）1月1日の公示地価によれば、恵比寿3-21-2の地点で162万円/m2となっている。

## 歴史

### 江戸時代
この周辺は江戸時代には、下渋谷村・三田村と呼ばれており、渋谷川と三田用水に挟まれる農村で、大名の下屋敷が点在していた。

### 明治以降
1887年（明治20年）、日本麦酒醸造会社（サッポロビールの前身）がこの地に工場建設用地を取得し、2年後の1890年（明治23年）に発売されたビールは、「ゑびすビール」と名づけられて人気を博した。翌1891年（明治24年）には、ビールの運搬のために日本鉄道品川線（現在の山手線）に貨物駅が開設され、「恵比寿停留所」と命名された。
1906年（明治39年）には、貨物駅のそばに同名の旅客駅が開始された。その頃から駅周辺地域が「恵比寿」と呼ばれ始め、それが定着していたこともあり、駅の東側から白金に向う現在のバス通りに沿って、「恵比寿通り1・2丁目」という町名がつけられたのが1928年（昭和3年）のことである。その後幾度かの地名改正を受け、他に隣接する町などを統合して現在の恵比寿という地名に至る。

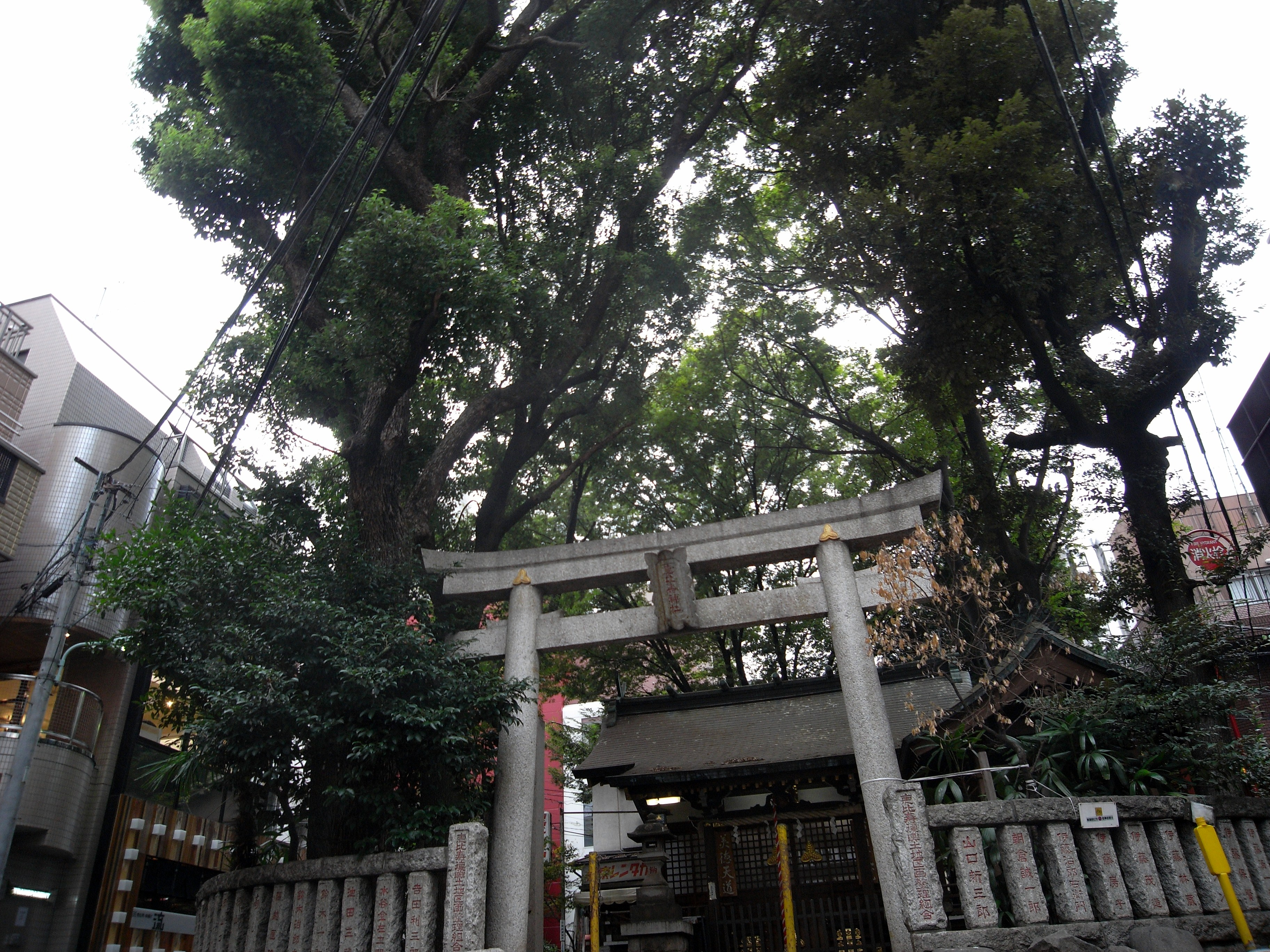
恵比寿神社

### 戦後
1959年（昭和34年）、ヱビスビールの名にあやかって西宮神社（兵庫県）の恵比寿様の分霊を勧請され、恵比寿神社が作られた。恵比寿の地名の起源となったビール工場は1988年（昭和63年）、千葉県に移転、跡地は再開発されて恵比寿ガーデンプレイスとなった。1966年（昭和41年）7月1日に住居表示が実施された。
現在の恵比寿一丁目は山下町、恵比寿二丁目は新橋町および豊沢（とよさわ）町、恵比寿三丁目が伊達（だて）町、恵比寿四丁目が景丘（かげおか）町であった。
伊達町の名称は宇和島藩伊達家の下屋敷があったことに由来する。景丘は、近代以前は欠塚（かけづか）と呼ばれていた地域で、現在は同地域にある加計塚（かけづか）小学校にその名残がある。その他にも旧地名は町会名として残っており（豊沢町会、伊達町会）、また、恵比寿二丁目交差点を頂上とする坂を「伊達坂」と呼び、恵比寿二丁目交差点の別称は「伊達坂上」である。また、現在でも、児童遊園名、マンション名やビル名などに伊達町、豊沢町の名を散見することができる。

### 地名の変遷
| 実施後         | 実施年月日   | 実施前（いずれも渋谷町。特記なければ各字名ともその一部）                   |
| -------------- | ------------ | -------------------------------------------------------------------------- |
| 惠比壽通一丁目 | 1928年1月1日 | 大字下澁谷字伊達跡・伊達前・豐澤・廣尾耕地                                 |
| 惠比壽通二丁目 | 1928年1月1日 | 大字下澁谷字伊達跡・豐澤・町田                                             |
| 新橋           | 1928年1月1日 | 大字下澁谷字豐澤・町田                                                     |
| 山下           | 1928年1月1日 | 大字下澁谷字廣尾向・町田                                                   |
| 下通一丁目     | 1928年1月1日 | 大字下澁谷字廣尾耕地・廣尾、大字麻布廣尾町                                 |
| 下通二丁目     | 1928年1月1日 | 大字下澁谷字新地・町田、大字澁谷下廣尾町                                   |
| 下通三丁目     | 1928年1月1日 | 大字澁谷上廣尾町、大字澁谷下廣尾町、大字下澁谷字居村・町田・廣尾向・四反町 |
| 豐澤           | 1928年1月1日 | 大字澁谷神原町（全域）、大字下澁谷字豐澤・廣尾耕地                         |
| 伊達           | 1928年1月1日 | 大字下澁谷字伊達跡・伊達前                                                 |
| 景丘           | 1928年1月1日 | 大字下澁谷字欠塚・伊達跡・廣尾向・向山                                     |

| 実施後       | 実施年月日   | 実施前（特記なければ各字名ともその一部）                                               |
| ------------ | ------------ | -------------------------------------------------------------------------------------- |
| 恵比寿一丁目 | 1966年7月1日 | 恵比寿通二丁目、新橋町、山下町、下通二丁目、下通三丁目、恵比寿東一丁目、恵比寿東二丁目 |
| 恵比寿二丁目 | 1966年7月1日 | 豊沢町（全域）、恵比寿通一丁目、恵比寿通二丁目、新橋町、下通一丁目、下通二丁目         |
| 恵比寿三丁目 | 1966年7月1日 | 伊達町（全域）、景丘町、恵比寿通一丁目、恵比寿通二丁目                                 |
| 恵比寿四丁目 | 1966年7月1日 | 景丘町、恵比寿通二丁目、山下町、恵比寿東一丁目、恵比寿東二丁目                         |

## 世帯数と人口
2024年（令和6年）12月1日現在（渋谷区発表）の世帯数と人口は以下の通りである。
| 丁目         | 世帯数    | 人口     |
| ------------ | --------- | -------- |
| 恵比寿一丁目 | 2,444世帯 | 3,786人  |
| 恵比寿二丁目 | 2,810世帯 | 4,347人  |
| 恵比寿三丁目 | 3,072世帯 | 4,797人  |
| 恵比寿四丁目 | 1,563世帯 | 2,446人  |
| 計           | 9,889世帯 | 15,376人 |

### 人口の変遷
国勢調査による人口の推移。
| 年                 | 人口   |
| ------------------ | ------ |
| 1995年（平成7年）  | 11,626 |
| 2000年（平成12年） | 13,060 |
| 2005年（平成17年） | 13,941 |
| 2010年（平成22年） | 14,226 |
| 2015年（平成27年） | 15,411 |
| 2020年（令和2年）  | 16,962 |

### 世帯数の変遷
国勢調査による世帯数の推移。
| 年                 | 世帯数 |
| ------------------ | ------ |
| 1995年（平成7年）  | 6,229  |
| 2000年（平成12年） | 7,405  |
| 2005年（平成17年） | 8,342  |
| 2010年（平成22年） | 8,992  |
| 2015年（平成27年） | 9,937  |
| 2020年（令和2年）  | 11,053 |

## 学区
区立小・中学校に通う場合、学区は以下の通りとなる（2023年3月時点）。
| 丁目         | 番地                       | 小学校                  | 中学校             |
| ------------ | -------------------------- | ----------------------- | ------------------ |
| 恵比寿一丁目 | 1〜10番 13〜19番 27〜28番  | 渋谷区立広尾小学校      | 渋谷区立広尾中学校 |
| 恵比寿一丁目 | 29〜31番                   | 渋谷区立臨川小学校      | 渋谷区立広尾中学校 |
| 恵比寿一丁目 | 11〜12番 20〜26番 32〜35番 | 渋谷区立加計塚小学校    | 渋谷区立広尾中学校 |
| 恵比寿二丁目 | 9〜10番                    | 渋谷区立加計塚小学校    | 渋谷区立広尾中学校 |
| 恵比寿二丁目 | 1〜8番 11〜39番            | 渋谷区立臨川小学校      | 渋谷区立広尾中学校 |
| 恵比寿三丁目 | 2〜3番 43番、45番          | 渋谷区立臨川小学校（※） | 渋谷区立広尾中学校 |
| 恵比寿三丁目 | 1番 4〜42番 44番           | 渋谷区立加計塚小学校    | 渋谷区立広尾中学校 |
| 恵比寿四丁目 | 全域                       | 渋谷区立加計塚小学校    | 渋谷区立広尾中学校 |

- （※）三丁目の渋谷区立臨川小学校の指定区域のみ、調整区域により渋谷区立加計塚小学校との変更が可能である。

## 事業所
2021年（令和3年）現在の経済センサス調査による事業所数と従業員数は以下の通りである。
| 丁目         | 事業所数    | 従業員数 |
| ------------ | ----------- | -------- |
| 恵比寿一丁目 | 854事業所   | 16,847人 |
| 恵比寿二丁目 | 238事業所   | 2,554人  |
| 恵比寿三丁目 | 185事業所   | 1,429人  |
| 恵比寿四丁目 | 561事業所   | 21,253人 |
| 計           | 1,838事業所 | 42,083人 |

### 事業者数の変遷
経済センサスによる事業所数の推移。
| 年                 | 事業者数 |
| ------------------ | -------- |
| 2016年（平成28年） | 1,605    |
| 2021年（令和3年）  | 1,838    |

### 従業員数の変遷
経済センサスによる従業員数の推移。
| 年                 | 従業員数 |
| ------------------ | -------- |
| 2016年（平成28年） | 39,537   |
| 2021年（令和3年）  | 42,083   |

## 観光

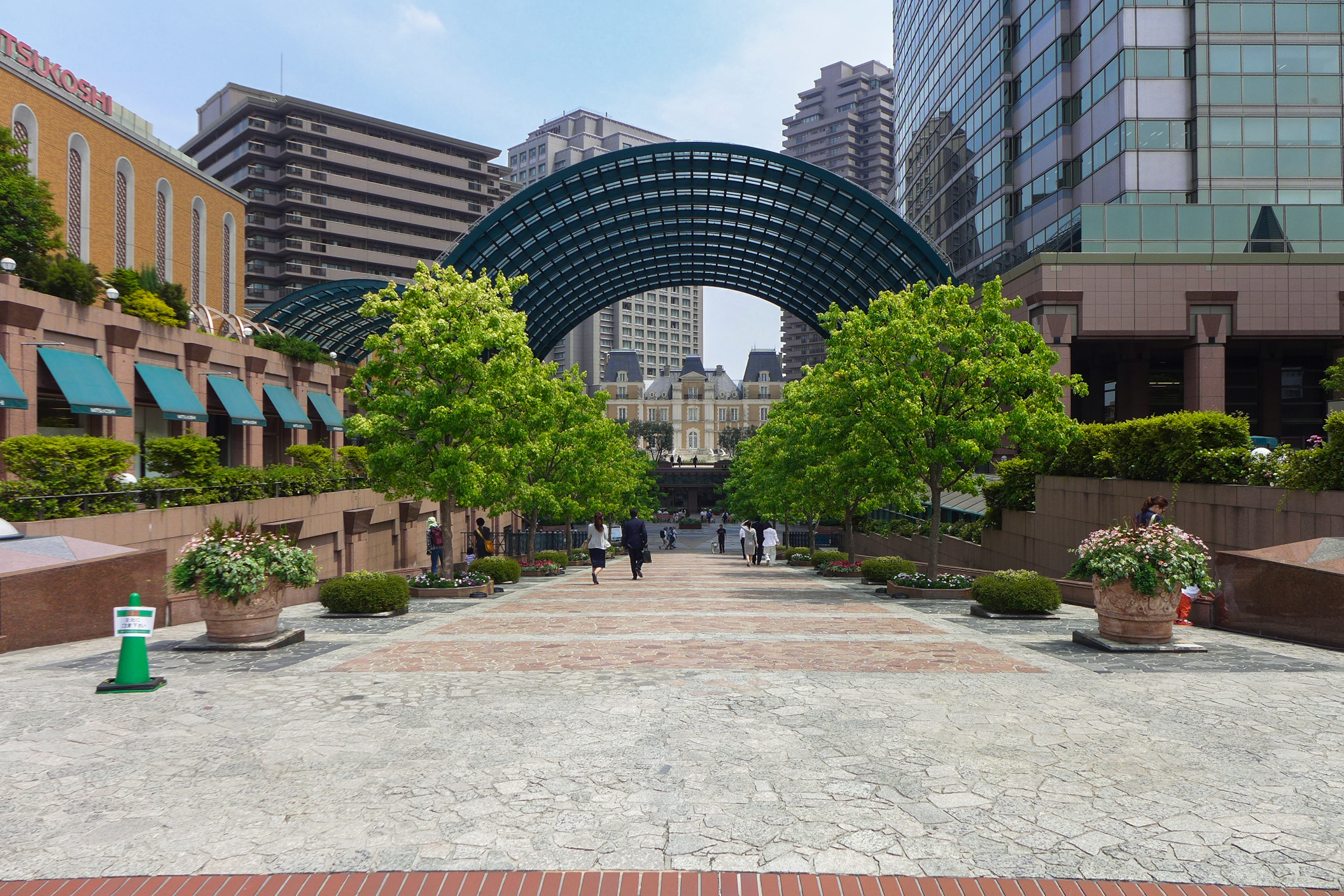
恵比寿ガーデンプレイス

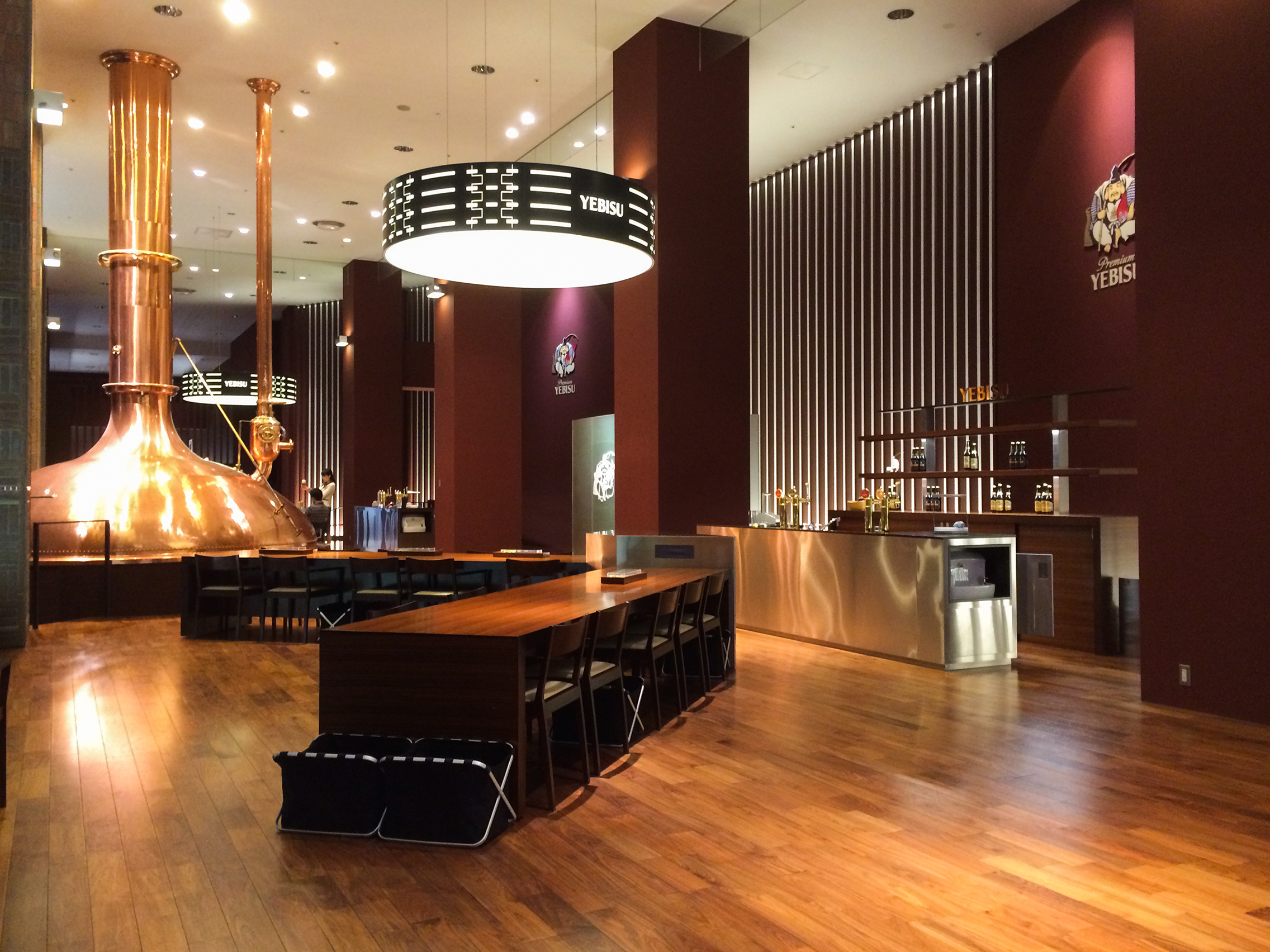
恵比寿ガーデンプレイスタワー

名所
- 恵比寿ガーデンプレイス

## 地域
公園

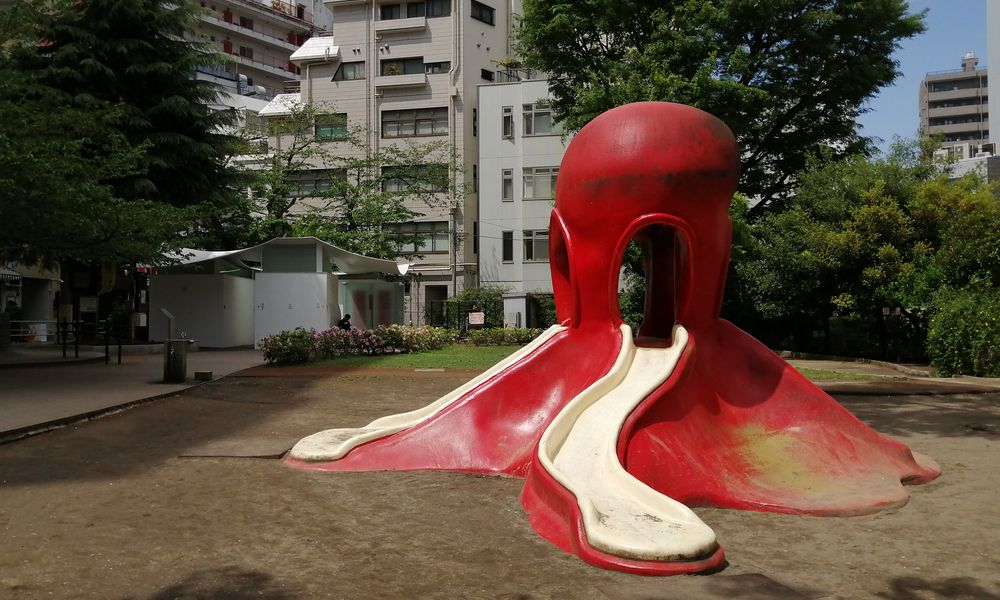
恵比寿東公園

- 恵比寿東公園 - タコの滑り台が設置されている（かつては現在よりも大きな「タコの山」が設置）。園内のトイレは「THE TOKYO TOILET」プロジェクトの対象となり槇文彦がデザインした。
- 恵比寿南一公園
- アメリカ橋公園
- 景丘公園
- 豊沢児童公園

教育
- 渋谷区立加計塚小学校
- 慶應義塾幼稚舎

施設
- 渋谷区立新橋区民会館
- 渋谷区立恵比寿社会教育館
- 日仏会館
- 東京都立広尾病院

企業
- サッポロホールディングス
  - サッポロビール 本社
  - ポッカサッポロフード&ビバレッジ（旧：サッポロ飲料） 東京本社（登記上の本店は名古屋市中区栄）
  - 神州一味噌（旧・宮坂醸造。2021年9月21日に本社事務所を中野区野方から移転。登記上の本店は長野県諏訪市）
- ジャックス（ジャックスカード）本部（登記上の本店は北海道函館市）
- ワニブックス 本社
- アトレ 本社
- セント・フォース 本社
- あいおいニッセイ同和損害保険本社
- DMM.com 本社
- SUBARU 本社（エビススバルビル、2014年8月18日に新宿区西新宿の新宿スバルビルから移転。）
- ひらまつ 本社

## 交通
鉄道
- JR恵比寿駅（■山手線、■埼京線、■■湘南新宿ライン）- 出入口が設けられている。（所在地：恵比寿南）

発車メロディーには、ヱビスビールのコマーシャルソングである第三の男のテーマソングが採用されている。
道路
- 東京都道305号芝新宿王子線
- 東京都道416号古川橋二子玉川線（駒沢通り）
- 東京都道418号北品川四谷線（外苑西通り）

首都高速道路・出入口
- 首都高速2号目黒線

## ゆかりある人物

### 出身者
- 大山のぶ代 - 声優・俳優
- 佐倉綾音 - 声優
- 佐藤友美 - 演芸評論家
- 稲川淳二 - 俳優
- 関町知弘 - お笑い芸人

### 居住者
- 竹久夢二 - 文学者
- 蝶花楼桃花 - 落語家(高校生まで住んでいた。)

## その他

### 日本郵便
- 集配担当する郵便局と郵便番号は以下の通りである[23]。

| 町丁・ビル名                             | 郵便番号           | 集配郵便局 |
| ---------------------------------------- | ------------------ | ---------- |
| 恵比寿                                   | 150-0013           | 渋谷郵便局 |
| 恵比寿ガーデンプレイス（地階・階層不明） | 150-6090           | 渋谷郵便局 |
| 恵比寿ガーデンプレイス 1階〜39階         | 150-6001〜135-6039 | 渋谷郵便局 |

※恵比寿ガーデンプレイスの郵便番号は6・7ケタ目に地上階毎の郵便番号が割り振られています。（例：1階は「01」、10階は「10」）